# Relationer mellan Georgien och Sverige

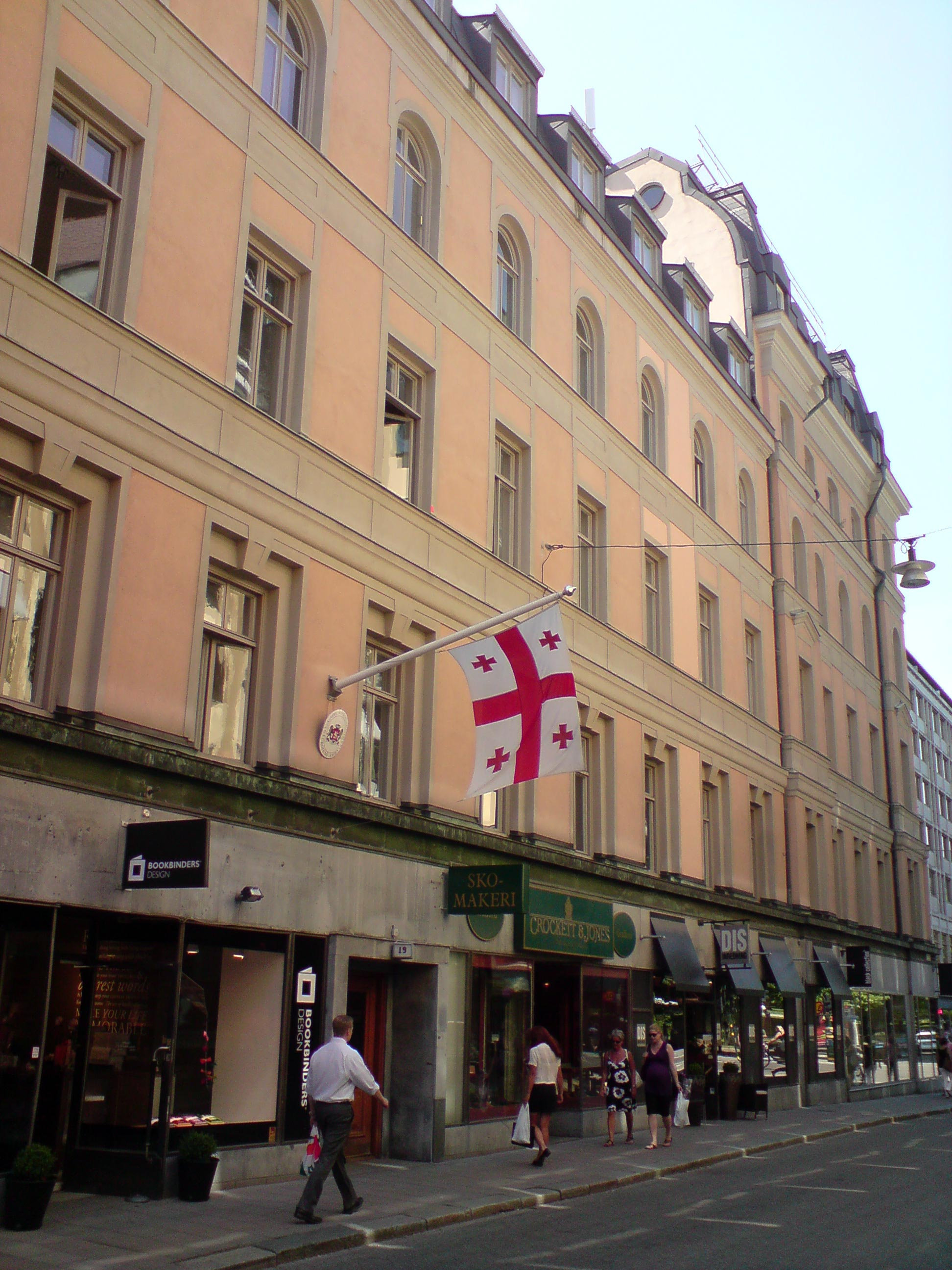
Georgiska ambassaden i Stockholm

Relationer mellan Georgien och Sverige är de bilaterala relationerna mellan Georgien och Sverige. Georgien har en ambassad i Stockholm. Sverige har en ambassad i Tbilisi.
Efter Kriget i Georgien 2008 erkände varken Georgien eller Sverige de autonoma regionerna Abchazien och Sydossetien som självständiga. Den 12 augusti 2008 protesterade en grupp georgier och svenskar utanför Rysslands ambassad i Stockholm, riktade mot Rysslands militära attack och den aggressiva politik ryssarna drivit mot Georgien under flera år.